# Фудбалска репрезентација Нигерије
Фудбалска репрезентација Нигерије је фудбалски тим који представља Нигерију на међународним такмичењима и под контролом је Фудбалског савеза Нигерије.

## Историја
Нигерија је своју прву незваничну утакмицу одиграла у октобру 2009, док је још била Британска колонија. Тим је играо припремне утакмице у Енглеској против неколико аматерских тимова као што су ФК Дулвич Хамлет, ФК Бишоп Окланд и ФК Саут Ливерпул. Први велики успех тима је златна медаља на другим Панафричким играма, пратећи то са трећим местом 1976. и 1978. на Афричком купу нација. Тим из 1980. који је био сачињен од играча као што су Тунџи Банџо, Мудаширу Лавал, Кристијан Чукву и други успео је да освоји прву титулу на Афричком купу нација 1980. у Лагосу. 1984. и 1988, Нигерија је стигла до финала Афричког купа нација, изгубивши оба пута од Камеруна. Три од четири титуле Афричког купа нација Камерун је освојио победивши у финалу Нигерију.

### Светско првенство 1994.
Нигерија је најзад успела да се квалификује на Светско првенство и то на Светско првенство 1994. Тада их је водио Клеменс Вестерхоф који се често сматра најбољим тренером који је водио Нигерију. Нигерија је завршила као прва у групи у којој су се налазили и Аргентина, Бугарска и Грчка. У првој утакмици Нигерија је победила Бугарску са 3-0, изгубила од Аргентине 1-2, и квалификовала се у друго коло након што је са 2-0 победила Грчку. У другом колу Нигерија је играла са Италијом и повела голом Амунике у 25. минуту. Нигерију је делио један минут од проласка у четвртфинале у мечу са Италијом, али Роберто Бађо је у последњем минуту постигао гол и одвео утакмицу у продужетке. Он је такође постигао и одлучујући гол у продужецима који је одвео Италију у четвртфинале.

### Светско првенство 1998.
Нигерија се 1998. поново вратила на Светско првенство заједно са још четири афричке земље, са Камеруном, Мароком, Тунисом и Јужном Африком. Оптимизам и очекивања су била велика, због селектора Боре Милутиновића и због повратка великог дела тима из 1994. године. На Светском првенству Нигерија је додељена у групу Д заједно са Шпанијом, Бугарском и Парагвајом. Нигерија је направила велико изненађене победивши Шпанију са 3-2, иако је два пута губила, са 1-0 и 2-1. Нигерија се квалификовала у друго коло са победом против Бугарске и поразом против Парагваја. Њихове наде да направе већи успех на турниру су изгубљене пошто су у другом колу убедљиво поражени од Данске са 4-1.

### Светско првенство 2002.
Нигерија се 2002. по трећи пут за редом квалификовала на Светско првенство. Са новим тимом и карактеристичним пастелно зеленим дресовима „Супер Орлови“ су били веома оптимистични након одличних партија на Афричком купу нација 2000. и 2002. године, када су завршили на другом и трећем месту. Нигерија је додељена у групу Ф заједно са Шведском, Аргентином и Енглеском. Нигерија је прву утакмицу са Аргентином почела са чврстом одбраном и успели су да прво полувреме заврше без голова. Међутим у 61. минуту Габријел Батистута постигао је гол који је Аргентини донео три бода. У следећем мечу против Шведске иако је Нигерија повела на крају је изгубила са 2-1. Била је мала утеха када је у последњем колу одиграла 0-0 са Енглеском јер нису имали никакве шансе за пролазак даље.
Нигерија није успела да се квалификује на Светско првенство 2006. иако је у квалификационој групи завршила са истим бројем бодова као Ангола, али са слабијим међусобном скором.

### Афрички куп нација
Нигерија је три пута освојила Афрички куп нација, 1980., 1994. и 2013.. А четири пута је завршавала на другом и седам пута на трећем месту.

## Резултати репрезентације

### Светска првенства
| Година         | Коло                  |
| -------------- | --------------------- |
| 1930. до 1958. | Није учествовала      |
| 1962           | Није се квалификовала |
| 1966           | Повукла се            |
| 1970. до 1990. | Није се квалификовала |
| 1994           | 2 коло                |
| 1998           | 2 коло                |
| 2002           | 1 коло                |
| 2006           | Није се квалификовала |
| 2010           | 1 коло                |
| 2014           | 2 коло                |
| 2018           | 1 коло                |
| 2022           | Није се квалификовала |
| Укупно         | 5/22                  |

### Куп конфедерација
| Година       | Пласман                | ИГ                    | П                     | Н                     | И                     | ГД                    | ГП                    |                       |
| ------------ | ---------------------- | --------------------- | --------------------- | --------------------- | --------------------- | --------------------- | --------------------- | --------------------- |
| 1992         | Није се квалификовала  | Није се квалификовала | Није се квалификовала | Није се квалификовала | Није се квалификовала | Није се квалификовала | Није се квалификовала | Није се квалификовала |
| 1995         | 4. место               | 3                     | 1                     | 2                     | 0                     | 4                     | 1                     |                       |
| 1997 до 2009 | Није се квалификовала  | Није се квалификовала | Није се квалификовала | Није се квалификовала | Није се квалификовала | Није се квалификовала | Није се квалификовала | Није се квалификовала |
| 2013         | групна фаза (5. место) | 3                     | 1                     | 0                     | 2                     | 7                     | 6                     |                       |
| 2017         | Није се квалификовала  | Није се квалификовала | Није се квалификовала | Није се квалификовала | Није се квалификовала | Није се квалификовала | Није се квалификовала | Није се квалификовала |
| Укупно       | 2/10                   | 6                     | 2                     | 2                     | 2                     | 11                    | 7                     |                       |

### Афрички куп нација
| 1957 | Није се квалификовала | 1976 | 3. место              | 1994 | Првак                                 |
| 1959 | Није се квалификовала | 1978 | 3. место              | 1996 | Повукла са турнира                    |
| 1962 | Није се квалификовала | 1980 | Првак                 | 1998 | Дисквалификована због повлачења 1996. |
| 1963 | 1 коло                | 1982 | 1 коло                | 2000 | 2. место                              |
| 1965 | Није се квалификовала | 1984 | 2. место              | 2002 | 3. место                              |
| 1968 | Није се квалификовала | 1986 | Није се квалификовала | 2004 | 3. место                              |
| 1970 | Није се квалификовала | 1988 | 2. место              | 2006 | 3. место                              |
| 1972 | Није се квалификовала | 1990 | 2. место              | 2008 | Четвртфинале                          |
| 1974 | Није се квалификовала | 1992 | 3. место              | 2010 | 3. место                              |

## Састав репрезентације
Састав тима за Свјетско првенство 2018.
Подаци ажурирани 27. јуна 2018, након утакмице са Аргентином:
| Име                      | Датум рођења  | Број наступа | Број голова | Клуб                  |         |         |
| Голмани                  | Голмани       | Голмани      | Голмани     | Голмани               | Голмани | Голмани |
| ------------------------ | ------------- | ------------ | ----------- | --------------------- | ------- | ------- |
| Данијел Акпеји           | 3. 8. 1986.   | 7            | 0           | Чипа јунајтед         |         |         |
| Икечукву Езенва          | 16. 10. 1988. | 18           | 0           | Енјимба               |         |         |
| Франсис Узохо            | 28. 10. 1998. | 9            | 0           | Депортиво ла Коруња   |         |         |
| Одбрамбени фудбалери     |               |              |             |                       |         |         |
| Брајан Идову             | 18. 5. 1992.  | 8            | 1           | Амкар                 |         |         |
| Елдерсон Ечјехиле        | 20. 1. 1988.  | 62           | 3           | Серкл Бриж            |         |         |
| Кенет Омеру              | 17. 10. 1993. | 41           | 0           | Челси                 |         |         |
| Вилијам Трост Еконг      | 1. 9. 1993.   | 25           | 1           | Бурсаспор             |         |         |
| Леон Балогун             | 28. 6. 1989.  | 22           | 0           | Брајтон и Хоув        |         |         |
| Шехи Абдулахи            | 12. 3. 1993.  | 28           | 0           | Бурсаспор             |         |         |
| Чидози Авазејм           | 1. 1. 1997.   | 4            | 0           | Нант                  |         |         |
| Тирон Ебуехи             | 16. 12. 1995. | 8            | 0           | Бенфика               |         |         |
| Фудбалери средине терена |               |              |             |                       |         |         |
| Огенекаро Етебо          | 9. 11. 1995.  | 17           | 1           | Лас Палмас            |         |         |
| Џон Оби Микел            | 22. 4. 1987.  | 87           | 6           | Тијањин               |         |         |
| Виктор Мозес             | 12. 12. 1990. | 38           | 12          | Челси                 |         |         |
| Вилфред Ндиди            | 16. 12. 1996. | 20           | 0           | Лестер Сити           |         |         |
| Огенеј Онази             | 25. 12. 1992. | 51           | 1           | Трабзонспор           |         |         |
| Џон Огу                  | 20. 4. 1988.  | 19           | 2           | Хапоел Биршеба        |         |         |
| Џоел Оби                 | 22. 5. 1991.  | 16           | 0           | Торино                |         |         |
| Нападачи                 |               |              |             |                       |         |         |
| Ахмед Муса               | 14. 10. 1992. | 75           | 15          | ЦСКА Москва           |         |         |
| Олдион Игало             | 16. 6. 1989.  | 22           | 4           | ФК Манчестер јунајтед |         |         |
| Келечи Ихеначо           | 3. 10. 1996.  | 21           | 8           | Лестер Сити           |         |         |
| Симеон Нванко            | 7. 5. 1992.   | 4            | 0           | Кротоне               |         |         |
| Алекс Ивоби              | 3. 5. 1996.   | 22           | 5           | ФК Евертон            |         |         |

## Тренери
Сви селектори Нигерије и датуми када су је водили.
| Датум               | Селектор                  |
| ------------------- | ------------------------- |
| 2010−               | Ларс Лагербек             |
| 2008−2010           | Шаибу Амоду               |
| 2008                | Џејмс Петерс              |
| 2007–2008           | Берти Вогтс               |
| 2005–2007           | Аугустин Егуавоне         |
| 2002–2005           | Кристијан Чукву           |
| 2002                | Адегбојега Онигбинде      |
| 2001–2002           | Шаибу Амоду               |
| 1999–2001           | Јоханес Бонфрере          |
| 1999–1999           | Тијс Либрегтс             |
| 1998–1998           | Бора Милутиновић          |
| 1997–1998           | Мондај Синклар            |
| 1997–1998           | Филип Трузиер             |
| 1996–1997           | Шаибу Амоду               |
| 1995–1996           | Јоханес Бонфере           |
| 1994–1995           | Шаибу Амоду               |
| 1989–1994           | Клеменс Вестерхоф         |
| 1987–1989           | Паул Хамилтон             |
| 1988–1989           | Манфред Хоенер            |
| 1985                | Патрик Екеји              |
| 1984–1986           | Крис Удемезуе             |
| 1983–1984           | Адегбојега Онигбинде      |
| 1981                | Готлиеб Голер             |
| 1979–1982           | Ото Глорија               |
| 1970–1971 & 1974    | Хејнц Мароце              |
| 1974–1978           | Јелисавчић 'Тики' Тихомир |
| 1972–1973 1963–1964 | Џорџ Пена                 |
| 1969–1970           | Петер 'Ето' Амаечина      |
| 1965–1968           | Јозеф Ембер               |
| 1964–1965           | Данијел Анјиам            |
| 1961–1963           | Џорџ Вардар               |
| 1960–1961           | Моше Бет-Халеви           |
| 1956–1960           | Лес Куртијер              |
| 1954–1956           | Данијел Анјима            |
| 1949                | Џон Финч                  |

## Рекорди играча

### Најбољи стрелац
Од 9. јуна 2010.
| Голова | Играч            |
| ------ | ---------------- |
| 37     | Рашиди Јекини    |
| 22     | Сегун Одегбами   |
| 21     | Јакубу Аијегбени |
| 19     | Икечукву Уче     |
| 18     | Обафеми Мартинс  |
| 17     | Ахмед Муса       |
| 14     | Жулиус Агахова   |
| 14     | Асукуо Екпе      |
| 14     | Џеј-Џеј Окоча    |
| 14     | Томсон Јусијан   |